# Насх и мансух
Насх и мансух — отмена положений одних аятов Корана или хадисов в пользу положений других аятов или хадисов.
Насх (араб. نسخ‎‎) — букв. «упразднение», «удаление», «устранение», «изменение», «преобразование», «перенесение»; отмена, замена или редакция божественного откровения в исламе.
Мансух (араб. مَنْسُوخ‎) — название отменённого положения.

## История
Согласно мусульманской доктрине, Божественные откровения посылались пророку Мухаммаду на протяжении 23 лет. И эти откровения не ограничиваются стихами, вошедшими в Писание. Считается, что откровения были трех категорий:
1. Откровения, имеющие кратковременное, сиюминутное значение. Они ниспосылались по каким-либо конкретным жизненным ситуациям и не имели всеобщего характера.
2. Откровения, имеющие долговременное, более устойчивое значение. Они высказывались Мухаммадом прилюдно или в беседах с конкретными людьми, запоминались и записывались.
3. Откровения, которые в соответствии с волей Бога должны были войти в Его вечное слово — Коран.[1]

Примером отмены коранических аятов является следующий хадис: «Аиша сообщила, что среди ниспосланного в Коране были слова „Десятикратное кормление грудью является запретным“, однако затем это повеление было заменено на „пять кормлений грудью“. Этот аят оставался в Коране до смерти пророка» (Муслим, Рада 24, /1452/; Абу Дауд, Никах 11, /2062/; Тирмизи, Рада 3, /1150/; Насаи, Никах 51, /6, 100/).

Когда Мы заменяем один аят другим, они говорят: «Воистину, ты — лжец». Аллаху лучше знать то, что Он ниспосылает. Но большая часть их не знает этого.

Оригинальный текст (ар.)وَإِذَا بَدَّلْنَا آيَةً مَّكَانَ آيَةٍ وَاللَّهُ أَعْلَمُ بِمَا يُنَزِّلُ قَالُوا إِنَّمَا أَنتَ مُفْتَرٍ بَلْ أَكْثَرُهُمْ لَا يَعْلَمُونَ—  16:101 (Кулиев)